# Władysław Młynek
Władysław Młynek (ur. 6 czerwca 1930 w Gródku, zm. 1 grudnia 1997 w Nawsiu) – polski działacz społeczny i kulturalny na Zaolziu, nauczyciel, pisarz i poeta.

## Życiorys
Był najstarszym dzieckiem Jana Młynka, tokarza pracującego w hucie trzynieckiej i Anny z Rabinów. Matka prowadziła małe gospodarstwo. Oboje rodzice byli uzdolnieni muzycznie. W rodzinnym domu śpiewano więc, grano, gawędzono i spotykano się towarzysko. Wiele z tego, co usłyszał w domu pozostało w jego pamięci i sercu. Szkołę podstawową ukończył w rodzinnej wsi podczas okupacji. W latach 1945–1949 był uczniem Polskiego Gimnazjum w Czeskim Cieszynie.  Potem uczęszczał do Gimnazjum Pedagogicznego w Orłowej, a następnie studiował w Instytucie Pedagogicznym w Ostrawie. Pracował jako  nauczyciel w polskich szkołach  w Trzyńcu, Gnojniku, Milikowie, Bukowcu, Ligotce Kameralnej, Na Kamienitym i w Nawsiu, gdzie był kierownikiem szkoły. Od 1978 był dyrektorem artystycznym męskiego chóru Gorol w Jabłonkowie, a od 1983 dyrektorem artystycznym festiwalu Gorolski Święto. Szerokiej publiczności dał się poznać jako Hadam z Drugi Jizby. Oprócz tego był konferansjerem Tygodnia Kultury Beskidzkiej w Wiśle. Był także założycielem i kierownikiem  licznych chórów (Gródek, Gnojnik, Ligotka Kameralna, Oldrzychowice, Śmiłowice, Jabłonków) i mniejszych zespołów (Czantoryjki, Goroliczek). Od 1990 do 1993 pełnił funkcję prezesa Zarządu Głównego Polskiego Związku Kulturalno-Oświatowego a następnie był jego wiceprezesem. Działał również w sekcji folklorystycznej Związku oraz był członkiem kilku organizacji literackich, m.in. Zrzeszenia Literatów Polskich w Republice Czeskiej. Należał do członków założycieli Górnośląskiego Towarzystwa Literackiego w Katowicach. W latach 1992–1993 był redaktorem naczelnym miesięcznika  Zwrot.
Władysław Młynek zmarł 1 grudnia 1997 w Nawsiu, gdzie spędził większość życia. Jego córką jest Halina Młynkowa, piosenkarka.

## Twórczość
Ma na swym koncie bogaty dorobek literacki – w poezji i prozie pisanej zarówno językiem literackim, jak i w gwarze. Bardzo popularne są jego sztuki teatralne pisane  gwarą. Pisał dla dorosłych i dla dzieci. Tematyce kraju i języka ojczystego pozostał wierny przez całe życie

### Wybrane. publikacje

#### Publikacje autorskie
- W starym geplu – poemat
- Dniczki bez minut – liryczno-epicka opowieść
- Koło, koło młyński (1979)
- Śpiywy zza Olzy (1983) (poezja)
- Śpiewające zbocza – proza (1989)
- Droga przez siebie – poezja (1992)

#### Antologie z jego pracami
- Mrowisko (1964)
- Zaprosiny do stołu (1978)
- Słowa i krajobrazy (1980)
- Suita zaolziańska (1985)
- Na cieszyńskiej ziemi (1985)
- Zaproszenie do źródła (1987)
- Samosiewy (1988)
- Z biegiem Olzy (1990)

#### Utwory sceniczne dla dzieci
- "Ziarnko paproci”, „Nasza szkoła”, „Złotogłowiec”, „Cudowny owoc”, „Księżniczka Prawda”,

#### Utwory sceniczne dla dorosłych
- „Małżeństwo w gipsie”, „Piąte koło”, ”Z deszczu pod rynne”, „Zolyty”, „U nas dóma”,”Tako miłość”

## Odznaczenia i wyróżnienia
- Brązowy medal Polskiego Związku Chórów i Orkiestr w Warszawie za pracę artystyczną

- Złoty medal PZKO „Za zasługi”
- Odznaczenie „Zasłużony dla Kultury Polskiej” (1978 r.) - kategoria Działalność naukowa, dokumentacyjna, animacja i upowszechnianie kultury ludowej
- Nagroda im. Oskara Kolberga.